# Lazăr Edeleanu
Lazăr Edeleanu (n. 1 septembrie 1861, București, Principatele Unite ale Moldovei și Țării Românești – d. 7 aprilie 1941, București, România) a fost un chimist evreu- român, autor al procesului de rafinare selectivă a fracțiunilor de petrol pe baza solubilității specifice a diverselor hidrocarburi în dioxid de sulf lichid. Principalele direcții de cercetare au fost în domeniile derivaților acidului fenilmetacrilic si fenilizobutiric, acizilor nesaturați din seria aromatică, acțiunii clorurii de sulf asupra anilinei, acțiunii cloratului asupra oxiacizilor, sintetizării fenilizopropilaminei (benzedrinei), chimiei rafinării și chimizării petrolului.

## Copilăria și studiile
S-a născut la București la 1 septembrie 1862, în familia numeroasă a dulgherului Șaie Edeleanu, mai târziu familia mutându-se la Focșani iar mai târziu la Craiova. Micul Lazăr, dovedind reale aptitudini pentru însușirea cunoștințelor științifice, este trimis la vârsta de 12 ani la București pentru a-și continua studiile. Învață la Liceul „Sf. Sava", întreținându-se din meditații și trăind în condiții precare, găzduit într-un subsol. Muncește din greu, timp de un an, după susținerea bacalaureatului (1882) și agonisește astfel bani pentru a se înscrie la Universitate. [nefuncțională]

După absolvirea liceului pleacă la Berlin unde studiază chimia. Printre profesorii pe care i-a avut la renumita universitate germană s-au numărat: A.W. v. Hofmann, C.F. Rammelsberg și H.L. v. Helmholtz.

## Descoperirea și sinteza amfetaminei
În anul 1887 obține titlul de doctor în chimie cu cercetarea „Asupra unor derivați ai acizilor fenilmetacrilici și fenilizobutirici”, în cadrul căreia descoperă fenilizopropilamina, sau amfetamina, cunoscută în medicină sub numele de „benzedrină”, cu o importantă acțiune stimulatoare asupra sistemului nervos. 
Efectul farmacologic psihostimulant al amfetaminei a fost descoperit mai târziu în anii 1920.

## Activitatea de cercetare în Anglia și România
Pleacă pentru o perioadă la Londra și lucrează, ca șef de lucrări, la Royal Artilery College. În această perioadă face, împreună cu Ch.F. Cross și E.J. Bevan, cercetări în vederea obținerii unui tip de mătase artificială neinflamabilă. De asemenea, lucrează împreună cu R. Meldola pentru obținerea unor coloranți pe bază de oxazină. 
Întors în țară, și-a câștigat aprecierea chimistului Constantin I. Istrati, care l-a reținut ca asistent și apoi ca șef de lucrări la catedra de chimie organică a Facultății de Științe din București. În 1897 este numit director al Laboratorului de Chimie din Serviciul Minelor, iar în 1906 șeful Laboratorului de Chimie al Institutului Geologic (înființat în acel an) și în același timp director al rafinăriei Vega, aflată în proprietatea companiei germane Diskont. În anul următor, 1907, face parte din comitetul de organizare al Congresului Petrolului de la București și publică împreună cu Ion Tănăsescu importanta sa monografie „Studiul petrolului român - Proprietăți fizice și tehnice”.

## Procedeul Edeleanu. Activitatea de cercetare și de afaceri în Germania
Anul 1908 este acela în care concepe cea mai însemnată dintre invențiile lui, cunoscutul „procedeu Edeleanu”, constând în rafinarea produselor petrolifere cu dioxid de sulf lichid ca dizolvant selectiv, care asigura extragerea selectivă a hidrocarburilor aromatice (benzen, toluen, xilen etc.). Procedeul a fost aplicat mai întîi experimental în România la rafinăria Vega, apoi industrial în Franța (la Rouen, de catre German Borsig Company ) și ulterior în lumea întreagă.
A fost director al rafinăriei Vega (1906-1910), iar în perioada 1900-1913 a reprezentat România la congresele și reuniunile internaționale legate de petrol de la Paris (1900), Liège (1905), București (1907), Londra (1909) și Viena (1913).
Începând din 1910 se stabilește în Germania, unde se consacră industrializării procesului de rafinare a petrolului cu bioxid de sulf lichid, fiind și director la „Allgemeine Gesellschaft für Chemiche Industrie”, care, în onoarea inventatorului român, a primit numele de „Edeleanu Gesellschaft” și care funcționează și astăzi în Frankfurt. Această firmă a înregistrat în 1932 marca „Edeleanu” (reînnoită până în zilele noastre) - marcă pentru grupele de produse: hidrocarburi, carburanți pentru motoare, uleiuri pentru transformator, uleiuri pentru întrerupătoare și turbine, ulei alb, instalații și elemente de instalații pentru îmbunătățirea hidrocarburilor.
În timpul regimului național-socialist din Germania compania Edeleanu a fost cumpărată de firma Deutsche Erdöl-AG,
iar ulterior a trecut din mână în mână până ce în anul 2002 a fost cumpărată de firma Uhde, aparținând concernului ThyssenKrupp.

## Moștenirea tehnică-științifică
În anul 1960, existau 80 de „instalații Edeleanu” în diferite țări ale lumii. „Procedeul Edeleanu, sublinia Costin D. Nenițescu, a devenit și este astăzi încă, sub forma multiplelor sale variante, procedeul de bază al fabricării uleiurilor de calitate superioară”.
Edeleanu a obținut 212 brevete de invenții, în România, dar și în SUA, Germania, Franța, Austria, Suedia, Olanda etc.

## Viața privată
Din prima sa căsătorie cu Maria Goldstein i s-a născut o fiică Maria, care a fost căsătorită cu prințul Humbert de Faucigny-Lucinge.  
Din a doua sa căsătorie cu Maria Elena Schefer lui Edeleanu i s-a născut un fiu, Ion sau Ionel Edeleanu, care, la rândul lui, a fost însurat cu Maria, o fiică a avocatului și ziaristului Constantin Costa-Foru

## Premii și onoruri
- 1906 - ordinul Regele Leopold al Belgiei, cu gradul de ofițer
- 1910 -  membru al „Societății de Științe Naturale” din Moscova
- 1925 - membru de onoare al „Institute of Petroleum Technologists” din Londra (1925),
- 1932 -  medalia Theophilus Redwood pentru întreaga activitate științifică desfășurată în domeniul chimiei analitice
- 1932 este numit consilier economic onorific al  României în Germania.